# Peperomia cerea
Peperomia cerea är en pepparväxtart som beskrevs av William Trelease. Peperomia cerea ingår i släktet peperomior, och familjen pepparväxter. Inga underarter finns listade i Catalogue of Life.